# Отражение (мультфильм)
«Отражение» — советский короткометражный мультипликационный фильм.

## Сюжет
Три пародийных истории:
- «Пизанская башня»

Пизанская башня — одно из Чудес света. Как известно, она слегка наклонилась ещё при строительстве. Поэтому её часто называют падающей. В попытках её спасти возникло множество сложнейших проектов, порой самых фантастических. А, между тем, существует очень простой способ…
- «Вавилонская башня»

Картина выдающегося голландского художника Питера Брейгеля Старшего «Вавилонская башня» иллюстрирует известную библейскую легенду. Когда-то у древних людей возник грандиозный замысел: они решили построить такую высокую башню, чтобы она доставала до самого неба! Но, если тогда люди не смогли договориться и завершить строительство, то почему бы не закончить его нам, современникам?
- «Ника Самофракийская» — богиня победы.

Она поражает нас своим изяществом и законченностью, даже в таком виде… Сколько прекрасных произведений искусства было создано со времён древних эллинов и до наших дней! И сколько из них погибло или было изуродовано во время войн!
Мы часто восхищаемся сейчас
Тем, что пришло к нам из глубин столетий,
Что создано не нами, но для нас, —
Живущих на прекрасном этом свете.
Тысячелетия, века, года
Необратимо времени движенье!
Стремился мир к прекрасному всегда —
В том духа человека отраженье.

## Создатели
| авторы сценария           | Анатолий Волков, Валентин Караваев                                                                                     |
| кинорежиссёр              | Валентин Караваев |
| художники-постановщики    | Ю. Марков, Нина Юсупова, Гелий Аркадьев                                                                                |
| кинооператор              | Борис Котов |
| композитор                | Александр Раскатов |
| звукооператор             | Владимир Кутузов |
| художники-мультипликаторы | Владимир Зарубин, Юрий Кузюрин, Виктор Арсентьев, Владимир Пальчиков                                                   |
| в фильме участвуют        | Маргарита Корабельникова, Борис Новиков, В. Гит, И. Бельская, Т. Соловьёва, Гарри Иорш, Виктор Ахломов, Анна Каменкова |
| автор текста              | Сергей Бодров |
| стихи                     | Александра Иванова |
| текст читает              | Юрий Яковлев |
| редактор                  | Елена Никиткина |
| директор съёмочной группы | Николай Евлюхин |